# Lait végétal
Un lait végétal est une boisson produite à base de végétaux destinée à remplacer un lait animal. Les laits végétaux présentent des aspects proches de ceux des laits d'origine animale, notamment du point de vue visuel, mais ont une composition nutritionnelle variable d'un végétal à l'autre et sensiblement différente de celle des laits animaux.
Les appellations commerciales contenant le mot « lait » sont interdites pour désigner des laits végétaux dans l'Union européenne, au Canada et en Suisse, où le mot « lait » est réservé aux laits d'origine animale.

## Composition
Les laits végétaux possèdent un profil énergétique équivalent ou plus faible que les laits animaux et leur composition est différente. Notamment, ces laits végétaux sont à l'origine pauvres en calcium et ne contiennent pas de vitamine D et B12, contrairement aux laits animaux. Ils sont toutefois fréquemment enrichis en calcium d'origine minérale ou végétale pour leur donner un taux proche de celui du lait de vache, et il existe des laits enrichis en vitamine D et B12.
Les laits végétaux sont produits par l'émulsion d'une farine végétale en suspension dans de l'eau. Par exemple, le lait de soja est préparé industriellement à partir de graines trempées, dépelliculées, broyées, mélangées à de l'eau, puis cuites. L'ensemble est homogénéisé puis conditionné de manière stérile.

## Consommation
Le lait végétal est un aliment consommé pour diverses raisons, y compris de santé (dont intolérance au lactose et difficulté à digérer les protéines du lait), le choix d'une alimentation végétalienne ou ovo-végétarienne, ou plus globalement d'un mode de vie végan.

## Appellation
Depuis le 22 octobre 2007, l'appellation « lait végétal » est interdite par le Conseil de l'Union européenne. Le 14 juin 2017, ce règlement est appliqué par la Cour de justice de l'Union européenne, jugement rapporté par de nombreux médias,.
Au Canada, l’article B.08.003 du RAD (Règlement sur les aliments et drogues) prévoit que le lait « doit être la sécrétion lactée normale des glandes mammaires de la vache, genre Bos ». L’Agence canadienne d’inspection des aliments stipule qu’« afin de respecter l'exigence liée au nom usuel, le terme « lait » fait uniquement référence au « lait » normalisé à l'article B.08.003 du RAD ».

## Substitution au lait d'origine animale
Les laits végétaux n'ont pas la plupart des propriétés du lait animal, et ne peuvent donc s'y substituer dans certaines recettes de cuisine ou dans certains régimes. De plus, ils sont inadaptés pour servir tels quels de substituts au lait maternel pour les nourrissons,. Seuls les laits infantiles, d'origine animale ou végétale, couvrent l'ensemble des besoins du nourrisson. Ainsi, un nourrisson est mort de malnutrition en Belgique en juin 2014 après avoir été nourri avec des laits végétaux classiques au lieu de lait infantile.
Pour éviter toute confusion chez les consommateurs, la Cour européenne de justice a rendu un arrêt le 14 juin 2017 selon lequel les produits végétaux ne peuvent plus être désignés par des formules réservées aux produits laitiers animaux, tels que « lait », « beurre », « crème », etc., désormais réservés exclusivement aux produits issus de lait animal,. Certaines appellations anciennes peuvent toutefois conserver leur nom dans certaines régions de l'UE, comme le « lait d’amande » ou encore la « crème de riz » en France.

## Exemples

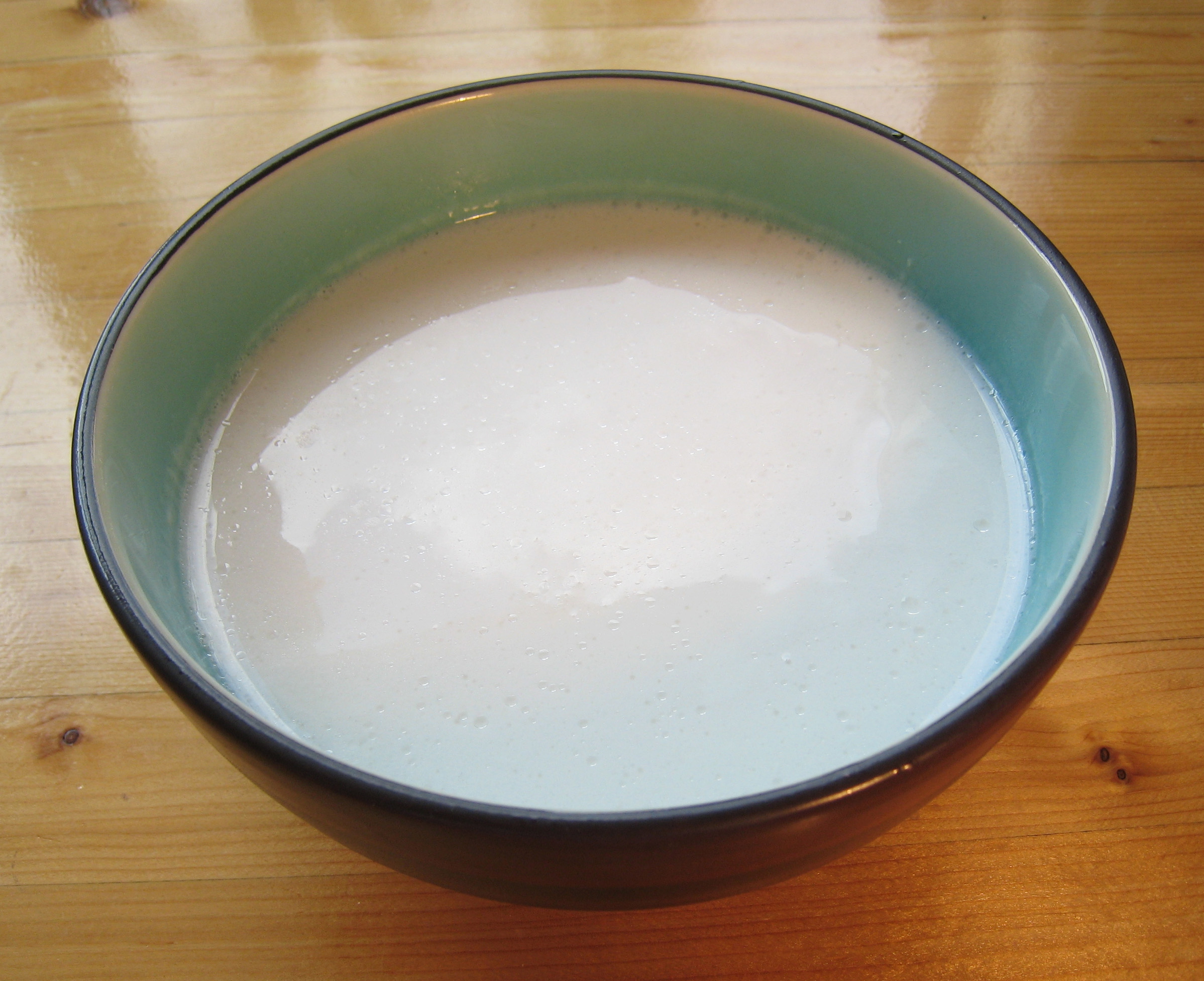
Bol de lait de coco.

Parmi les laits végétaux, on compte le lait d'amande, qui remonte au Moyen Âge, le lait de coco, le lait de riz, le lait de chanvre (en), le lait d'avoine, le lait de soja, le lait de pois (en), le lait d'arachide (en) et l'horchata de chufa.